# FCSB
A FCSB (korábban FC Steaua București) román labdarúgócsapat, amely a román labdarúgó-bajnokság első osztályában szerepel. Az új név (FCSB) 2017 áprilisától van hivatalosan bejegyeztetve.

## Történet
A csapatot 1947 június 7-én alapították, „Asociația Sportivă a Armatei” (Katonai sportegyesület), röviden ASA București néven, az első játékosokat Mihail Lascăr tábornok toborozta a román királyi hadseregből. Az elkövetkező években CSCA București, később CCA București néven szerepelt a bajnokságban.
A Steaua nevet 1961-ben kapta. A hadsereg anyagilag támogatta a csapatot, megalapításától kezdve egészen 1998-ig, de a csapat stadionja, Ghencea, még mindig a Hadügyminisztérium tulajdonában van.
Legnagyobb sikereit a 80-as évek közepén érte el, 1986-ban  Sevillában, a Ramón Sánchez Pizjuán stadionban, tizenegyesekkel 2-0 arányban legyőzte az FC Barcelona csapatát, ezzel elhódítva a BEK trófeáját. A Steaua volt az első kelet-európai csapat mely diadalmaskodni tudott a legnagyobb európai kupasorozatban.
Még ebben az évben a csapat megnyerte az UEFA-szuperkupát, legyőzve a  Dinamo Kijiv csapatát, ezáltal játszhatott az Interkontinentális kupaért, melyet Tokióban rendeztek, ahol 1-0-s vereséget szenvedett az argentin River Platetel szemben.
A 80-as évek végén, a hazai bajnokságban 104 mérkőzésen veretlen tudott maradni, ez a mai napi fennálló rekord Európában.
Szurkolóit „Armata Ultra”-nak nevezték, 1995-ben felbomlott, jelenleg több, kisebb-nagyobb táborra oszlanak: „Titan Boys”, „Ultras”, „Tineretului Korp”, „Skins Berceni”, „Nucleo”, „Insurgenții”, „Stil Ostil” vagy „Vacarm”, „Tradizione”, „Armata 47 Vest”.
A csapat vezetőedzői a 90-es évektől:
- Jenei Imre
- Victor Pițurcă
- Anghel Iordănescu
- Dumitru Dumitriu
- Mihai Stoichiță
- Cosmin Olăroiu
- Gheorghe Hagi
- Walter Zenga
- Oleg Protaszov
- Massimo Pedrazzini
- Marius Lăcătuş
- Dorinel Munteanu
- Cristiano Bergodi

## Eredmények
Román bajnokság
- Aranyérmes (28): 1951, 1952, 1953, 1956, 1959–60, 1960–61, 1967–68, 1975–76, 1977–78, 1984–85, 1985–86, 1986–87, 1987–88, 1988–89, 1992–93, 1993–94, 1994–95, 1995–96, 1996–97, 1997–98, 2000–01, 2004–05, 2005–06, 2012–13, 2013–14, 2014–15, 2023–24, 2024–25
- Ezüstérmes (17):  1954, 1957–58, 1962–63, 1976–77, 1979–80, 1983–84, 1989–90, 1990–91, 1991–92, 2002–03, 2003–04, 2006–07, 2007–08, 2015–16, 2016–17, 2017–18, 2018–19

Román kupa
- Aranyérmes (24): 1948–49, 1950, 1951, 1952, 1955, 1961–62, 1965–66, 1966–67, 1968–69, 1969–70, 1970–71, 1975–76, 1978–79, 1984–85, 1986–87, 1987–88, 1988–89, 1991–92, 1995–96, 1996–97, 1998–99, 2010–11, 2014–15, 2019–20
- Ezüstérmes (8): 1953, 1963–64, 1976–77, 1979–80, 1983–84, 1985–86, 1989–90, 2013–14,

Román szuperkupa
- Aranyérmes (7):  1994, 1995, 1998, 2001, 2006, 2013, 2024
- Ezüstérmes (5): 1999, 2005, 2011, 2014, 2015, 2020

Román ligakupa
- Aranyérmes (2): 2014–15, 2015–16

UEFA-bajnokok ligája
- Aranyérmes (1): 1985–86
- Ezüstérmes (1): 1988–89

UEFA-szuperkupa
- Aranyérmes (1): 1986

Interkontinentális kupa
- Ezüstérmes (1): 1986

UEFA-kupa
- Elődöntős (1): 2005–06

## Jelenlegi játékosok
Frissítve: 2025. január 23.
| #  |     | Poszt | Név                             |
| -- | --- | ----- | ------------------------------- |
| 1  | ROU | K     | Mihai Udrea                     |
| 2  | ROU | V     | Valentin Crețu                  |
| 5  | CMR | V     | Joyskim Dawa                    |
| 7  | ROU | CS    | Florin Tănase                   |
| 8  | ROU | KP    | Adrian Șut (helyettes kapitány) |
| 9  | ROU | CS    | Daniel Birligea                 |
| 10 | ROU | KP    | Octavian Popescu                |
| 11 | ROU | KP    | David Miculescu                 |
| 12 | BEN | V     | David Kiki                      |
| 15 | ROU | CS    | Marius Ștefănescu               |
| 16 | ROU | KP    | Mihai Lixandru                  |
| 17 | ROU | V     | Mihai Popescu                   |
| 18 | FRA | KP    | Malcolm Edjouma                 |
| 19 | ROU | CS    | Daniel Popa                     |
| 20 | ROU | CS    | Denis Colibășanu                |

| #  |     | Poszt | Név                           |
| -- | --- | ----- | ----------------------------- |
| 21 | ROU | V     | Vlad Chiricheș (3. kapitány)  |
| 22 | ROU | KP    | Mihai Toma                    |
| 24 | BEL | KP    | William Baeten                |
| 25 | ROU | CS    | Alexandru Băluță              |
| 27 | ROU | KP    | Darius Otaru (kapitány)       |
| 28 | ROU | KP    | Alexandru Pantea              |
| 29 | ROU | KP    | Alexandru Musi                |
| 30 | RSA | KP    | Siyabonga Ngezana             |
| 31 | ITA | KP    | Juri Cisotti                  |
| 32 | ROU | K     | Ștefan Târnovanu              |
| 33 | MNE | V     | Risto Radunović (4. kápitany) |
| 38 | CZE | K     | Lukáš Zima                    |
| 42 | GHA | KP    | Baba Alhassan                 |
| 90 | ROU | CS    | Alexandru Stoian              |
| 98 | ROU | CS    | Robert Necșulescu             |

### Híres játékosok
| Románia - Helmut Duckadam - Dumitru Stângaciu - Silviu Lung - Bogdan Stelea - Jenei Imre - Szatmári Lajos - Vígh József - Miodrag Belodedici - Adrian Bumbescu - Dan Petrescu - Gheorghe Popescu - Anton Doboș | - Daniel Prodan - Iulian Filipescu - George Ogăraru - Sorin Ghionea - Dorin Goian - Petre Marin - Anghel Iordănescu - Bölöni László - Gheorghe Hagi - Iosif Rotariu - Ilie Dumitrescu - Basarab Panduru - Constantin Gâlcă | - Mirel Rădoi - Dorinel Munteanu - Bănel Nicoliță - Marius Lăcătuş - Victor Pițurcă - Adrian Ilie - Ion Vlădoiu - Claudiu Răducanu - Nicolae Dică - Adrian Neaga - Valentin Badea' Fehéroroszország - Vasili Hamutovski |

## Szurkolók
2009. július 16-án a Steaua az Újpest FC ellen játszott selejtező mérkőzést az Európa-ligában. A mérkőzést hatalmas botrány követte, mivel a román szurkolók nagyméretű transzparensen gyalázták a magyarságot. A román huligánok a terhes magyar kismamák magzatát az emberi ürülékhez hasonlították. Már a mérkőzés előtt sejteni lehetett, hogy problémák lesznek, mivel Gigi Becali, a Steaua tulajdonosa kijelentette, hogy csapata „szétveri az Újpestet, főleg azért, mivel magyar csapat”. A mérkőzés hangulatát így a soviniszta gyűlölködés határozta meg mind a román, mind a magyar részről. A Gazeta Sporturilor című román sportújság szerint az újpesti szurkolók a fentiekre úgy reagáltak, hogy a románokat „cigányoknak” titulálták és az „Erdély a magyaroké!” kifejezést skandálták. A Steaua szurkolói pedig a magyarság deportálását követelték a „Kifelé a magyarokkal Romániából!” kifejezést használva. Az eset kapcsán mind Móring József Attila kereszténydemokrata képviselő, mind a Jobbik Magyarországért Mozgalom tiltakozásának adott hangot. Az egyik legpatinásabb romániai lap, az Adevarul a mérkőzést követően rendkívül korrekt módon bocsánatot kért a magyarságtól a román szurkolók helyett és az Európai Labdarúgó-szövetségtől kérelmezte a Steaua szurkolóinak megbüntetését.
A visszavágón a rendőri közbelépésnek köszönhetően nem került sor komolyabb incidensre a szurkolók között. Az újpesti szurkolók, az első mérkőzéseken a magyarságot ért jogos sérelmekre, a románokhoz hasonlóan meglehetősen sportszerűtlen módon reagáltak. Válaszuk a „Honnan tudod, hogy cigány vagy? Románul beszélsz.” című transzparens volt. Külön kérdést vet fel a magyar származású Székely János esete, aki viselkedésével fokozta az indulatokat. A mérkőzés előtt megkérdezték a román újságírókat, hogy a Steaua labdarúgója beszél-e magyarul. Erre a gyors válaszuk az volt, hogy szinte biztosan nem. A labdarúgót megszólítva azonban kiderült, hogy beszél magyarul, de állítása szerint megtiltották neki, hogy nyilatkozzon. Székely az általa szerzett, mindent eldöntő gól után látványos gólörömöt mutatott be. Ennek következtében az újpesti szurkolók „lehazaárulózták”. Székely a Steaua győzelmét követően a román zászlót a vállára helyezve ünnepelt és a mérkőzés után a következőket nyilatkozta:„Székelynek hívnak, de román vagyok.” illetve „Románnak érzem magam. Romániának köszönhetek mindent.” Viselkedése, magyarságának megtagadása és állítólagos „bozgorozása” (román sértés az erdélyiek/magyarok felé, jelentése: hazátlan) annyira felháborított egy magyar újságírót, hogy az leköpte.